# Hessisches Wappenbuch

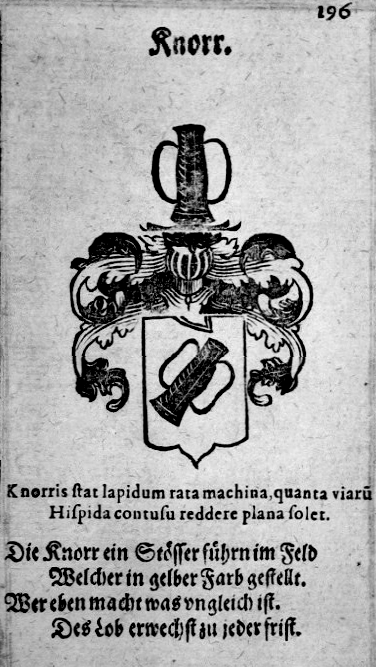
Wappen der Familie Knorr (Hessisches Wappenbuch, Wilhelm Wessel, 1625)

Das Hessische Wappenbuch aus dem Jahr 1621 ist eine Sammlung von Wappen der Landgrafschaft Hessen-Kassel. Das erste Wappenbuch wurde von Wilhelm Wessel herausgegeben.

## Beschreibung
Der vollständige Titel lautet: „Hessisches Wappenbuch, darinn auch die Fürsten zu Hessen, so in 593 Jahren von Ludovico I. Barbato, bis auf unseren jetzt löblich regierenden Fürsten und Herren L. Moritzen I., L. Ludwig IV., das löbliche Fürstenthumb Hessen regieret, beschrieben und abgebildet seind, sammt aller angehöriger Graf- und Herrschaften, Anverwandten, Lehngraven, adeligen Erb-Aempter und Städte Wappen.“
Landgraf Moritz von Hessen-Kassel (1572–1632) beauftragte 1595 den Buchdrucker und Formschneider Wilhelm Wessel († 1626) mit der Bearbeitung eines Wappenbuch für die Landgrafschaft Hessen-Kassel. Als Grundlage seiner Bearbeitung benutzte Wessel die im Rittersaal des Schlosses Rotenburg ausgestellten Wappen der hessischen Städte und die Hessische Chronica von Wilhelm Dilich, gedruckt von Wessel, aus dem Jahre 1608, welche ebenfalls in der Topographia Hassiae von M. Zeiler aus dem Jahre 1655 Berücksichtigung fand.
Im Jahr 2007 wurde in der Universitäts- und Landesbibliothek (ULB) der Technischen Universität Darmstadt eine Ausgabe des Hessischen Wappenbuchs 1621 restauriert.

## Wilhelm Wessel

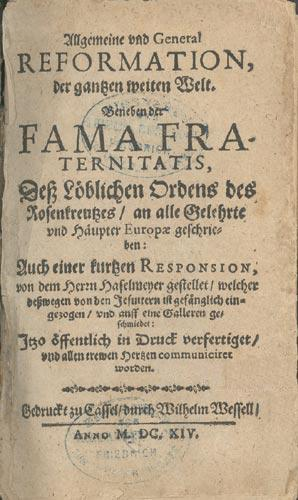
Erste Seite der Fama Fraternitatis aus dem Jahre 1614 (gedruckt von Wilhelm Wessel)

Wilhelm Wessel stammte vermutlich aus Bremen und war ein gelernter Buchdrucker und Formschneider. Unter seiner Aufsicht stand, nachdem ihn Landgraf Moritz 1598 berufen hatte, die hessische Buchdruckerei Typographia Mauritania. Mit finanzieller Unterstützung des hessischen Landgrafs verfasste er die Lebensbeschreibung der Bremer und Hamburger Bischöfe (1614), sowie Wappenbücher und ließ diese in seiner Druckerei drucken.

## Weitere Hessische Wappenbücher
- Clemens Kissel, Hessisches Wappenbuch. Städte- und Ortsnamen im Großherzogthum Hessen. Verlag von Curt von Münchow, Gießen. 1893.
- Hermann Knodt (Hrsg.) Rhein-Mainisches Wappenbuch. Band 1:Hessisches Wappenbuch, 1. Teil; Görlitz Verlag für Sippenforschung und Wappenkunde, 1943. Sippenzeichen der Reichsgaue Hessen-Nassau und Kurhessen ohne Frankfurt.[5]
- Karl Ernst Demandt/Otto Renkhoff, Hessisches Wappenbuch. Doppel-Band 1 und 2: Hessisches Ortswappenbuch. (Neue Reihe der Bücherei deutscher Wappen und Hausmarken), Glücksburg/Ostsee, C.A. Starke, 1956. „Das Hessische Familienwappenbuch ist der dritte Abschnitt des Werkes " Hessisches Wappenbuch ". Der 1. Teil, Rhein-Mainisches Wappenbuch wurde 1943 verlegt, Teil 2, Hessisches Ortswappenbuch, Doppelband 1 u. 2 (beide im C. A. Starke Verlag, Limburg an der Lahn erschienen) wurde im Jahr 1956 veröffentlicht. Das Familienwappenbuch beinhaltet über 1000 Voll- und Schildwappen (Schwarzweiß mit Farbschraffur) sowie Hausmarken hessischer Geschlechter“[6].
- Dieter Krieger, Hessisches Wappenbuch, Limburg, C.A. Starke Verlag, 1999, ISBN 3-7980-0002-6 / ISBN 3-7980-0002-6, 199 Seiten und 44 Tafeln, 1 Band mit 3 Teilen.